# 高砂深山鍬形蟲
高砂深山鍬形蟲（學名：Lucanus maculifemoratus），屬於鞘翅目的鍬形蟲科。公蟲體長29.9—78.6（1.18—3.09英寸），母蟲則為25—45.1（0.98—1.78英寸），分布於台灣海拔500～1800公尺山區，日本關西、伊豆群島等地較涼爽的林間也有蹤跡。

## 亞種

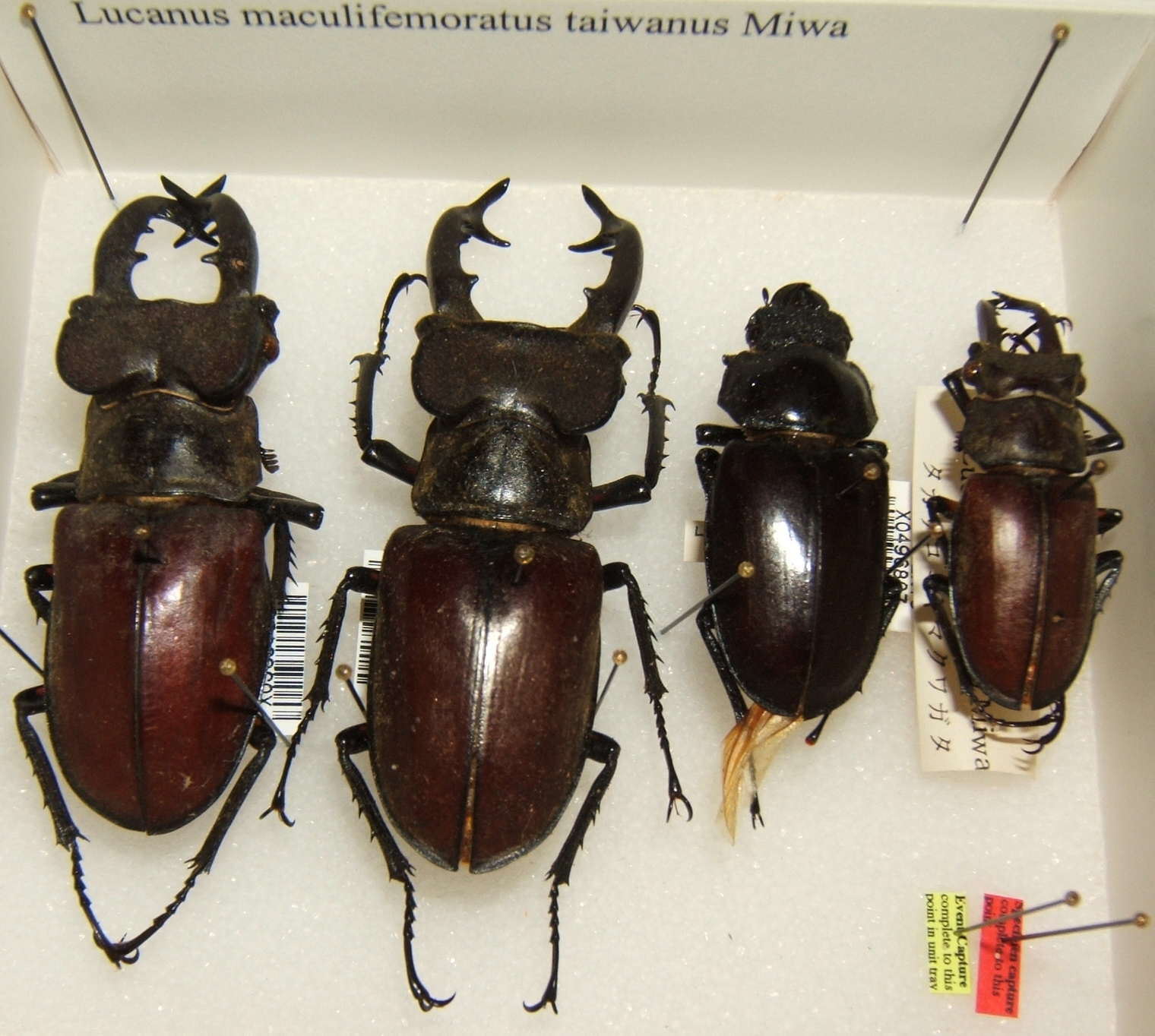
Lucanus maculifemoratus taiwanus（Miwa, 1936）
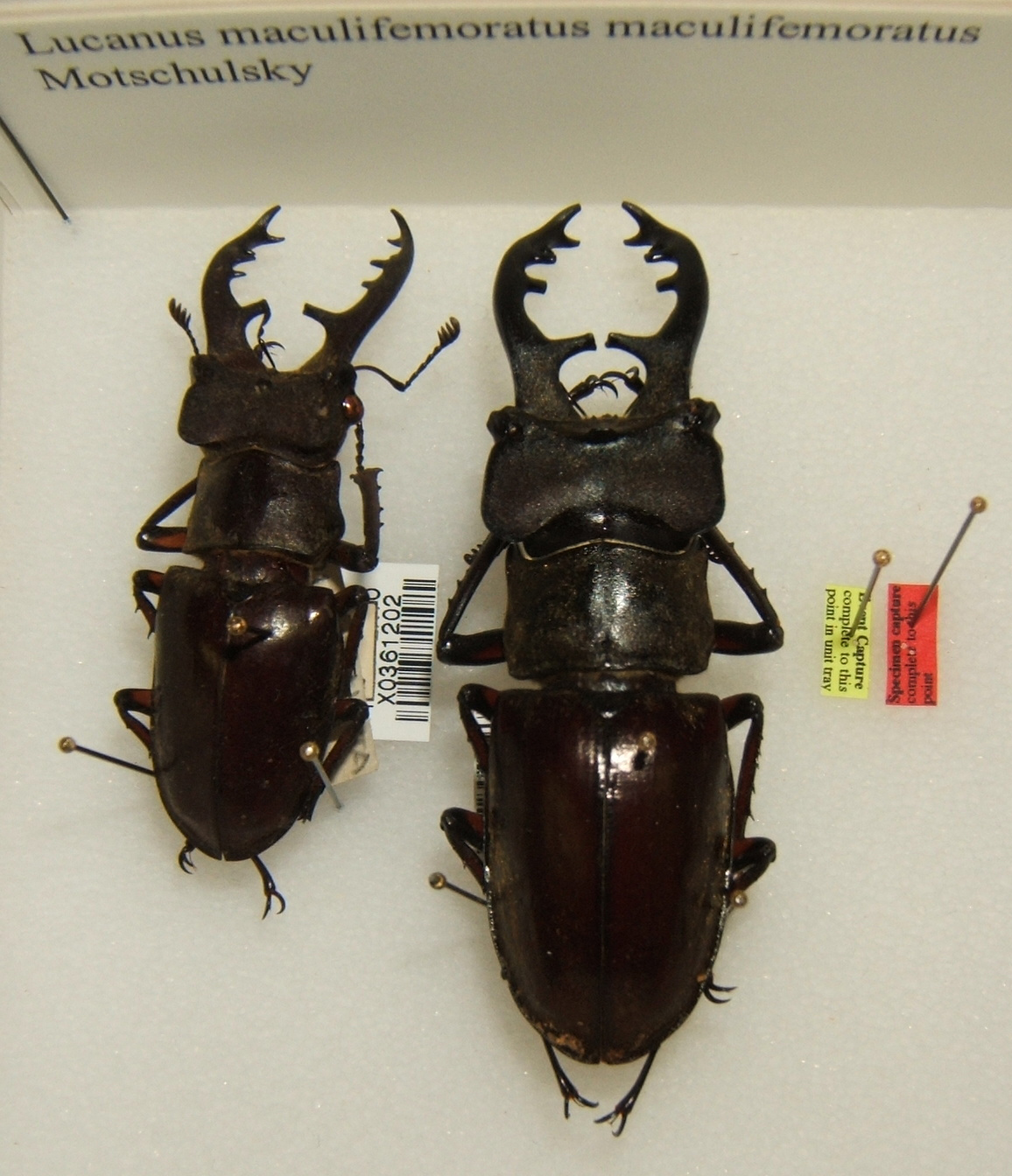
Lucanus maculifemoratus maculifemoratus

## 外部連結
- 昆蟲類─鞘翅目 Coleoptera - 南投縣竹山鎮杉林溪自然教育中心
- 鍬形蟲 - 國立臺灣大學昆蟲標本館數位典藏
- . 台灣山林悠遊網電子報. 行政院農業委員會林務局.   [2015-08-25]. （原始内容存档于2016-03-04）.